# Shelter Islands (Neuseeland)
Die Shelter Islands sind eine Inselgruppe im Doubtful Sound/Patea der Region Southland auf der Südinsel von Neuseeland.

## Geographie
Die Inselgruppe besteht aus zwei 10,2 Hektar und 6,9 Hektar große sowie 29 m und 46 m hohe Inseln und weiteren 13 kleine Inseln und Felseninseln. Sie befinden sich zwischen Secretary Island, die sich rund 80 0m nordöstlich hinzieht und dem rund 2 km südwestlich liegendem Festland. Bauza Island liegt rund 400 m in südsüdöstlicher Richtung.